# Clancy Brown
Clancy Brown, właśc. Clarence J. Brown III (ur. 5 stycznia 1959 w Urbana) – amerykański aktor. Podkłada często głos w grach komputerowych. Wysoki (192 cm) z głębokim głosem, często obsadzany jest w rolach czarnych charakterów.

## Życiorys

### Wczesne lata
Urodził się w Urbana w Ohio. Jego matka, Joyce Helen (z domu Eldridge), była dyrygentem, kompozytorką i koncertującą pianistką. Jego ojciec, Clarence John „Bud” Brown Jr., był kongresmenem stanu Ohio i przewodniczącym rady nadzorczej Brown Publishing Company, rodzinnej własności gazety biznesowej, zapoczątkowanej przez jego dziadka, kongresmena Clarence’a J. Browna. Jego rodzina miała korzenie angielskie, szkockie, irlandzkie, niemieckie, walijskie i holenderskie. Miał brata Roya oraz dwie siostry – Kate i Elizabeth Ellen „Beth” (zm. 1964 na wczesnodziecięcą białaczkę nielimfocytową).
Ukończył St. Albans School w Waszyngtonie i w 1981 otrzymał stypendium z Northwestern University, gdzie stał się członkiem Bractwa Sigma Chi.
Zainspirowany przez sąsiada sztuką szekspirowską podjął decyzję, że zostanie aktorem. Brał udział w szkolnych przedstawieniach, angażował się w czasie wakacji do teatrów objazdowych i wędrował z nimi po całych Stanach Zjednoczonych. Miał 16 lat, kiedy po raz pierwszy stanął na scenie profesjonalnego teatru w spektaklach: Ciągłe życzenie jako Geisler, Panna Julia w roli Jeana i Tytus Andronikus jako Aaron.

### Kariera
Jego ekranowym debiutem stała się rola przywódcy ulicznego gangu w dramacie kryminalnym Niegrzeczni chłopcy (Bad Boys, 1983) z Seanem Pennem. Zwrócił na siebie uwagę rolą Victora Krugera (Kurgana), urodzonego na terenach obecnej Rosji, antagonisty Connora MacLeoda (Christopher Lambert) w filmie fantasy Nieśmiertelny (Highlander, 1986). W westernie Nienawiść (Extreme Prejudice, 1987) u boku Nicka Nolte wystąpił w roli skorumpowanego żołnierza sierżanta Larry’ego McRose. W dreszczowcu sensacyjnym W pogoni za śmiercią (Shoot to Kill, 1988) z Sidneyem Poitier, Tomem Berengerem i Kirstie Alley zagrał groźnego psychopatycznego przestępcę, który porwał przewodniczkę wycieczki.
W 1992 zagrał Marka Antoniusza w sztuce Antoniusz i Kleopatra w Actors Theatre of Louisville w Louisville w Kentucky. W dramacie Skazani na Shawshank (Shawshank Redemption, 1994) był strażnikiem więziennym, któremu poniekąd skazany bankier (Tim Robbins) pomagał w prywatnych sprawach bankowych. W serialu HBO Carnivale (Carnivàle, 2003–2005) pojawił się jako złowrogi kaznodzieja brat Justin Crowe.
Użyczył głosu Raidenowi w serialu Mortal Kombat: Defenders of the Realm (1992) oraz Panu Freeze’owi w serialu animowanym Warner Bros. Batman (The Batman, 2005, 2006, 2007).

## Życie prywatne
W 1993 zawarł związek małżeński z producentką telewizyjną Jeanne Johnson. Mają córkę Rose Beth (ur. 1995) i syna Jamesa (ur. 2003).

## Filmografia

### Filmy fabularne
- 1986: Nieśmiertelny (Highlander) jako Victor Kruger/The Kurgan
- 1990: Zimna stal (Blue Steel) jako Nick Mann
- 1994: Skazani na Shawshank (Shawshank Redemption) jako kapitan Hadley
- 1995: Bad Boys jako „Viking” Lofgren
- 1995: Przed egzekucją (Dead Man Walking) jako kawalerzysta stanowy
- 1997: Żołnierze kosmosu (Starship Troopers) jako Sierżant Zim
- 1997: Flubber jako Smith
- 2001: Królewna Śnieżka (Snow White) jako Władca Życzeń
- 2003: Atlantyda: Powrót Milo (Atlantis: Milo's Return) jako Volgud (dubbing)
- 2006: Patrol (The Guardian) jako kapitan William Hadley
- 2010: Koszmar z ulicy Wiązów (A Nightmare on Elm Street) jako Alan
- 2011: Lobo (Lobo) jako Lobo
- 2011: Kowboje i obcy (Cowboys & Aliens) jako Meacham
- 2013: Niesłusznie oskarżona (The Trials of Cate McCall) jako Randall Brinkerhoff
- 2016: Ave, Cezar! jako Gracchus
- 2023: John Wick 4 jako Harbinger

### Filmy TV
- 2008: Czysta karta (Blank Slate) jako agent Miles Mcavoy
- 1998: Batman i Superman (The Batman/Superman Movie) jako Lex Luthor (dubbing)
- 1989: Morderstwo po amerykańsku (Season of Fear) jako Ward St. Clair

### Seriale TV
- 1992: Mortal Kombat: Defenders of the Realm jako Raiden
- 1993: Opowieści z krypty (Tales from the Crypt) jako Roger Lassen
- 1994–1995: Ziemia 2 (Earth 2) jako John H. Danziger
- 1996: Po tamtej stronie (Outer Limits) jako Sierżant Linden Styles
- 1996: Incredible Hulk jako Sasquatch (głos)
- 1996–1999: Superman (Superman: The Animated Series) jako Lex Luthor (głos)
- 1997–1998: Ostry dyżur (E.R.) jako dr Ellis West
- 1999–: SpongeBob Kanciastoporty jako pan Krab
- 2005: Podwójne życie Jagody Lee jako szef (głos)
- 2003–2005: Carnivale (Carnivàle) jako brat Justin Crowe
- 2004–2005: Megas XLR jako Gorrath (głos)
- 2004–2006: Super Robot Monkey Team Hyperforce Go! jako Otto/Pa Sheenko (głos)
- 2005–2006: A.T.O.M. Alpha Teens On Machines jako Alexander Paine (głos)
- 2006: Zagubieni (Lost) jako Joe Inman
- 2006: Awatar: Legenda Aanga (Avatar: The Last Airbender) jako Long Feng (głos)
- 2009: Fineasz i Ferb (Phineas and Ferb) jako Wymiotonator/św. Mikołaj (głos)
- 2021: Dexter: New Blood jako Kurt Caldwell

### Gry komputerowe
- 1997: Crash Bandicoot 2: Cortex kontratakuje (Crash Bandicoot 2: Cortex Strikes Back) jako dr Neo Cortex (głos)
- 1998: Crash Bandicoot 3: Warped jako dr Neo Cortex (głos)
- 2001: Crash Bandicoot: The Wrath of Cortex (Crash Bandicoot 4: Sakuretsu! Majin Power) jako dr Neo Cortex/Uka Uka (głos)
- 2002: Star Wars: Bounty Hunter jako Montross (głos)
- 2003: Crash Nitro Kart jako dr Neo Cortex, Uka Uka (głos)
- 2017: Mass Effect: Andromeda jako Alec Ryder (głos)
- 2018: Detroit: Become Human jako Hank Anderson (głos)